# Empty Trash
Empty Trash war eine vierköpfige deutsche Rockband. Sie wurde im November 2005 in Berlin gegründet. Einem breiten Publikum wurde die Band nach der Teilnahme ihres Sängers Max Buskohl an der vierten Staffel der Castingshow Deutschland sucht den Superstar (DSDS) bekannt, die von Januar bis Mai 2007 im Abendprogramm des privaten Fernsehsenders RTL ausgestrahlt wurde.

## Bandgeschichte
Die Band wurde im November 2005 von Max Buskohl und Per Blut gegründet. Einige Zeit später schlossen sich noch Stefan Kull und Julius Murke der Band an. Im Sommer 2006 erreichten sie den ersten Platz beim lokalen Emergenza-Finale in Berlin. Im Herbst erspielten sie sich beim Deutschlandfinale des Global Battle of the Bands den zweiten Platz. Auch 2007 nahmen Empty Trash wieder beim Emergenza teil, stiegen aber im Mai aus dem Wettbewerb aus. Berühmt wurde der zu diesem Anlass von Buskohl getätigte Ausspruch „Aufgeben liegt mir halt im Blut“.
Anfang 2007 nahm Sänger Max Buskohl an der RTL-Castingshow Deutschland sucht den Superstar teil. Dort wurde er durch Zuschauervoting unter die letzten drei Teilnehmer der Veranstaltung gewählt, stieg aber freiwillig aus dem Wettbewerb aus, um, nach eigener Aussage, weiter mit seiner Band spielen zu können.
Im Sommer 2007 schloss sich Gitarrist und Sänger Tim Schultheiß der Band an und sie unterschrieben einen Plattenvertrag bei der Plattenfirma EMI. Nachdem die Band sich im September 2007 in den Gaga Studios in Hamburg eingemietet hatte, erschien am 9. November 2007 die Debütsingle Limited, mit der der Band der Sprung in die deutschen Charts gelang. Am 23. November 2007 wurde unter dem Titel Confession das erste Album veröffentlicht. Produziert wurde es von Patrik Berger und Carl Carlton, dem Vater Buskohls.
Per Blut kündigte am 19. November 2007 seinen Austritt aus der Band an. Neuer Schlagzeuger wurde Jörn Schwarzburger. Im November und Dezember 2007 ging die Band mit den Songs ihres Albums Confession auf Deutschlandtour. Ende Februar 2008 entschloss sich Stefan Kull die Band zu verlassen. Er wurde durch Philipp Stüber ersetzt. Am 14. März 2008 erschien die Single Garden of Growing Hearts. Dieser Song ist zudem Titelsong zum Kinofilm Die Welle. Am 21. April 2008 verkündete Tim Schultheiß den Ausstieg aus der Band.
Am 2. Mai 2008 erschien die neue Hörspielserie Team X-Treme, auf der Max Buskohl den Titelsong singt. Im Sommer 2009 war Max Buskohl neben Weltstars wie Paul McCartney, Ringo Starr oder Yusuf Islam Gaststar auf dem Album Voormann & Friends: A Sideman’s Journey von Klaus Voormann.
Auf ihrer MySpace-Seite gab die Band im Dezember 2009 ihre Trennung bekannt. Das Abschiedskonzert fand am 12. Februar 2010 in Berlin statt.

## Diskografie
Singles
- 2007: Limited
- 2008: Garden of Growing Hearts

Alben
- 2007: Confession